# Niedersachsen-Lexikon (2004)
Das Niedersachsen-Lexikon ist ein Lexikon über Niedersachsen. Das 2004 in erster Auflage im Wiesbadener Verlag für Sozialwissenschaften erschienene Werk mit Illustrationen und Grafiken umfasst 317 Seiten und erhielt die ISBN 3-531-14403-0. Das Werk wurde durch den Soziologen Peter Hoffmann sowie Edmund Budrich redigiert und durch knapp 80 Fachleute aus Wissenschaft und Verwaltung verfasst. Rund 140 Stichwortbeiträge behandeln Themen aus Gesellschaft, Politik, Recht und Wirtschaft, darunter die „Darstellung Niedersachsens als politisches Gebilde und seiner Wirtschafts- und Sozialstruktur sowie Fragen zu Kultur und Freizeit, aber auch [...] Themen wie Bildungspolitik, Extremismus oder Arbeitslosigkeit“ zu Beginn des 21. Jahrhunderts. Das Lexikon wurde von der Niedersächsischen Landeszentrale für Politische Bildung herausgegeben und war die letzte Publikation vor deren zwischenzeitlichen Auflösung.